# Christina Murphy
Christina Murphy (Nacida en Florida, el 12 de mayo de 1980) es una modelo y actriz estadounidense. Conocida por haber participado en el ciclo 4 del reality show, America's Next Top Model.

## Biografía y Carrera
Nació el 12 de mayo de 1980 en Tallahassee, Florida. Ella era una estudiante en la Universidad Estatal de Florida, pero se trasladó a Hollywood con el fin de proseguir su carrera como modelo.Sus otros intereses incluyen la actuación, va a la playa, fiestas, compras y practica deportes.
Cuando Cristina se convirtió en finalista en America's Next Top Model, Ciclo 4, sus enormes ojos azules y aparentemente fría personalidad se llenaron de alegría. Sin embargo, en la octava semana, fue capaz de ganar el desafío con la entrevista sobre música de celebridades porque de todas las niñas, era la más preparada y más articulada. Además de ganar en una entrevista exclusiva Entertainment Tonight, la madre de Christina pudo hacer una visita sorpresa a la casa. Christina fue eliminada dos semanas más tarde, cuando de nuevo, ella apareció fría, sin emociones, y distante en sus fotografías. 
Desde que apareció en el show, Christina ha trabajado con LA Modelos y Passport Models.Ella ha trabajado mucho a nivel nacional e internacional. Entre sus proyectos se encuentran Kelly Nashimoto Otoño 2006 y la Semana de la Moda de San Francisco donde presentó "Estrellas Emergentes". 
También firmó contrato con Marshall Doll Model, y trabajo para Promogirl durante trece años. También se ha destacado en la actuación con películas como Dance Flick.

## Durante ANTM
Fue la décima eliminada. Muy fotogenica, constantemente daba muy buenas fotografías. Era bastante amigable con las otras chicas y las ayudaba siempre que podía, como ayudó a Kahlen a superar la muerte de su amiga de infancia. El día que ella fue eliminada dio una muy buena foto, pero los jueces veían una personalidad fría y rígida en ella, aparte de haber sido llamada 3 veces la chica con menos potencial al preguntarles a las otras concursantes cual creían que tenía más y menos potencial. Finalmente fue su fría personalidad lo que la llevó a ser la segunda eliminada en Sudáfrica. 

## Filmografía
- Forgotten Pills (2009) Megan
- Hyenas (2009) Gina
- Dance Flick (2009) Nora
- Remembering Phil (2008) Debbie
- Big Shots (1 episodio, 2007) Natasha
- The Good, the Bad and the Really Ugly (2007)
- Ugly (2007) Natasha
- Campus Confidential (2005) Stacy
- America's Next Top Model (2005) Ella misma
- The New Guy (2002) bailarín

## Webs
- Christina

- Biografía

- Datos: Q1083231